# Braničevo
Braničevo (srbsko Браничево, Braničevo) je geografska regija v vzhodni centralni Srbiji, večinoma v Upravnem okrožju Braničevo.

## Zgodovina
V 9. stoletju je v regiji živelo slovansko (ali srbsko) pleme Braničevci, po katerih je regija dobila ime. V tem času je ob izlivu Mlave v Donavo obstajalo tudi mesto Braničevo. 
V zgodnjem srednjem veku je Braničevo postalo del Prvega bolgarskega cesarstva. Bizantinci so po zasedbi Bolgarije na širšem ozemlju južno od Donave ustanovili  Sirmijsko témo, ki je postala predmet sporov med Ogrskim kraljestvom in Bizantinskim vesarstvom in kasneje tudi Drugim bolgarskim cesarstvom.  V 13. stoletju so Ogri ustanovili Braničevsko banovino, kasneje v istem stoletju pa sta se osamosvojila lokalna  bolgarska  vladarja Darman in Kudelin in samostojno vladala v Braničevu in Kučevu. Leta 1291 ju je porazil srbski kralj Štefan Dragutin, ki je Braničevo priključil k svoji Sremski državi. Pod njegovo vladavino je mesto Braničevo postalo sedež eparhije (škofije) Srbske pravoslavne cerkve.
Regija je kasneje spadala v več zaporednhih srbskih držav, dokler je niso v 15. stoletju osvojili Osmanski Turki. V 14. stoletju je bila v posesti lokalnih vladarjev iz rodbine Rastislaić. Med osmansko zasedbo je bilo Braničevo del Smederevskega sandžaka, dokler ni v 19. stoletju spet postalo del srbske države.

## Sklica
1. ↑  Ferdo Šišić. Hrvatska Povijest. Dionička tiskara, 1906.
2. ↑  Fine, John V.A. (1994). The Late Medieval Balkans: a critical survey from the late twelfth century to the Ottoman conquest. University of Michigan Press. str. 261. ISBN 9780472082605.